# Lina Cheryazova
Lina Cheryazova (russisch Лина Анатольевна Черязова / Lina Anatoljewna Tscherjasowa; * 1. November 1968 in Taschkent, Usbekische SSR, Sowjetunion; † 23. März 2019 in Nowosibirsk, Russland) war eine usbekische Freestyle-Skierin russischer Abstammung. Sie startete in der Disziplin Aerials (Springen).

## Werdegang
Die Eltern von Lina Cheryazova, Anatoli und Swetlana Tscherjasow, waren 1966 als Freiwillige des Komsomol aus Nowosibirsk nach Taschkent gekommen, um beim Wiederaufbau der Stadt nach dem schweren Erdbeben mitzuarbeiten.
Cheryazova debütierte zu Beginn der Saison 1989/90 im Weltcup und sie errang dabei in Tignes den neunten Platz. Es folgten in der Saison die Plätze sieben und Vier und erreichte damit den 11. Platz im Aerials-Weltcup. In der folgenden Saison holte sie mit dem zweiten Platz in Mont Gabriel und in Skole und mit dem dritten Platz am Pyhätunturi ihre ersten Podestplatzierungen im Weltcup. Beim Saisonhöhepunkt den Freestyle-Skiing-Weltmeisterschaften 1991 in Lake Placid wurde sie Zehnte. Die Saison beendete sie auf dem zehnten Platz im Aerials-Weltcup. Nach Platz zwei in Zermatt und Platz vier in Piancavallo zu Beginn der Saison 1991/92, holte sie in Oberjoch ihren ersten Weltcupsieg. Bei den Demonstrationswettbewerben der Olympischen Winterspiele 1992 in Albertville kam sie auf den fünften Platz. Zum Saisonende errang sie wie im Vorjahr den zehnten Platz im Aerials-Weltcup. In der Saison 1992/93 kam sie bei allen Aerials-Weltcups aufs Podium. Sie holte sechs Weltcupsiege und errang zudem einmal den zweiten und einmal den dritten Platz. Beim Saisonhöhepunkt den Freestyle-Skiing-Weltmeisterschaften 1993 in Altenmarkt im Pongau gewann sie die Goldmedaille. Zum Saisonende belegte sie den siebten Platz im Gesamtweltcup und den ersten Rang im Aerials-Weltcup. Auch in der folgenden Saison konnte sie starken Leistungen wiederholen. Sie gewann erneut sechs Weltcups und belegte jeweils zweimal den zweiten und den dritten Platz. Bei den Olympischen Winterspielen 1994 in Lillehammer wurde sie erste usbekische Olympiasiegerin bei Winterspielen. Die Saison beendete sie wie im Vorjahr auf dem siebten Platz im Gesamtweltcup und auf dem ersten Rang im Aerials-Weltcup. Bei der Saisonvorbereitung 1994/95 brach sie sich bei einem Unfall den Schädel und lag darauf im Koma. Ihren ersten Weltcup nach diesem Unfall absolvierte sie zu Beginn der Saison 1995/96 in Tignes, welchen sie auf dem 16. Platz beendete. In den folgenden Jahren konnte sie ihre starken Leistungen aus den Vorjahren nicht wiederholen. Nach den Olympischen Winterspielen 1998 in Nagano, wo sie den 13. Platz belegte, beendete sie ihre Karriere.

## Weltcupsiege
Cheryazova erreichte 23 Podestplätze, davon 13 Siege:
| Nr. | Datum             | Ort          |
| --- | ----------------- | ------------ |
| 1.  | 2. Februar 1992   | Oberjoch     |
| 2.  | 18. Dezember 1992 | Piancavallo  |
| 3.  | 17. Januar 1993   | Breckenridge |
| 4.  | 23. Januar 1993   | Lake Placid  |
| 5.  | 31. Januar 1993   | Le Relais    |
| 6.  | 26. Februar 1993  | La Plagne    |
| 7.  | 28. März 1993     | Lillehammer  |
| 8.  | 12. Dezember 1993 | Tignes       |
| 9.  | 16. Januar 1994   | Breckenridge |
| 10. | 22. Januar 1994   | Lake Placid  |
| 11. | 30. Januar 1994   | Le Relais    |
| 12. | 4. Februar 1994   | La Clusaz    |
| 13. | 9. Februar 1994   | Hundfjället  |

## Weltcup-Gesamtplatzierungen
| Saison  | Gesamt | Gesamt | Aerials | Aerials |
| Saison  | Punkte | Platz  | Punkte  | Platz   |
| ------- | ------ | ------ | ------- | ------- |
| 1989/90 | 3      | 39.    | 19      | 11.     |
| 1990/91 | 4      | 33.    | 39      | 10.     |
| 1991/92 | 5      | 27.    | 41      | 10.     |
| 1992/93 | 100    | 7.     | 600     | 1.      |
| 1993/94 | 99     | 7.     | 792     | 1.      |
| 1994/95 | -      | -      | -       | -       |
| 1995/96 | 39     | 52.    | 348     | 17.     |
| 1996/97 | -      | -      | -       | -       |
| 1997/98 | 11     | 92.    | 64      | 36.     |